# Henry V (film, 1944)
Pour les articles homonymes, voir Henry V et Henry.
Pour plus de détails, voir Fiche technique et Distribution.
Henry V (The Chronicle History of King Henry the Fift with His Battell Fought at Agincourt in France) est un film de propagande britannique réalisé par Laurence Olivier, sorti en 1944.
Le film met en scène la vie du roi Henri V d'Angleterre et particulièrement les évènements liés à la bataille d'Azincourt.
Ce film, adapté de l'œuvre homonyme de William Shakespeare, est le premier de la trilogie shakespearienne de Laurence Olivier (Henry V, Hamlet et Richard III).

## Synopsis
À Londres en 1600, au Théâtre du Globe, le public assiste à une représentation où les acteurs leur implorent d'utiliser leur imagination pour visualiser les décors et costumes d'époques de la pièce. Celle-ci débute sur un balcon où deux ecclésiastiques, l'archevêque de Canterbury et l'évêque d'Ely, discutent des affaires courantes de l'État. Le roi Henri entre ensuite pour discuter avec ses nobles de l'état de la France et découvre que le Dauphin de France lui a remis un cadeau, qui s'avère être des balles de tennis, une plaisanterie sur sa jeunesse et son inexpérience. Offensé, il renvoie l'ambassadeur français et se prépare à revendiquer le trône de France, qu'il estime lui revenir de plein droit.
Par la suite, le caporal Nym, Bardolph et Pistol décident de rejoindre l'armée d'Henry mais avant qu'ils ne le fassent pour de bon, Falstaff, un compagnon et mentor du roi, meurt. À ce moment-là, l'action se déplace Hors du Globe vers Southampton. Là-bas, les troupes anglaises embarquent sur une flotte de bateau et débarquent sur les côtes françaises, entamant une campagne guerrière jusqu'à Harfleur, que les forces d'Henri assiègent. Durant le siège, Henry prononce son premier discours enthousiaste à ses troupes avant qu'elle ne prennent d'assaut la cité pour leur compte. Les Anglais marchent ensuite vers Azincourt, où ils rencontrent les forces françaises et chaque camp se prépare à livrer bataille le lendemain. La nuit précédant la bataille imminente, Henry erre dans le camp, déguisé en manant, pour savoir ce que les hommes pensent de lui. À la pointe de l'aube, Henry prononce son célèbre discours de la Saint Crispin.
Au début de la bataille d'Azincourt, les archers anglais lancent plusieurs volées de flèches qui entament profondément la chevalerie française. Cette dernière, alourdie par leur lourde armure, est prise dans la boue fraîche du terrain où elle finit par s'enliser, ce qui donne à l'infanterie anglaise l'occasion de sortir pour les combattre à armes égales. Le Dauphin de France, voyant ce désavantage, consulte plusieurs de ses nobles et constate que le Connétable de France s'est dirigé vers le camp anglais en vue de tuer des écuyers, ce qui est expressément contre la loi des armes. À cela Henry est furieux et part à sa rencontre avant de le battre en combat singulier. La bataille est finalement remportée par Henry, qui vient discuter de la paix en même temps qu'il courtise la princesse Katherine. Sa victoire signifie désormais que la France est sous le contrôle de l'Angleterre, après que le roi de France, Charles VI, a adopté Henry comme son fils et successeur.
Le point de vue revient ensuite au Globe où les acteurs font leurs adieux au public.

## Fiche technique
- Titre : Henry V
- Titre original : The Chronicle History of King Henry the Fift with his Battell at Agincourt in France
- Réalisation : Laurence Olivier, assisté de John Paddy Carstairs (non crédité)
- Scénario : Laurence Olivier, Dallas Bower et Alan Dent (non crédités) d'après la pièce de William Shakespeare
- Images : Robert Krasker et Jack Hildyard (non crédité)
- Musique : William Walton
- Production : Laurence Olivier, Filippo Del Giudice (non crédité), Herbert Smith et Dallas Bower pour Two Cities Films
- Montage : Reginald Beck
- Décors : Paul Sheriff
- Costumes : Roger K. Furse, assisté de Margaret Furse
- Pays d'origine :  Royaume-Uni
- Format : Couleur (Technicolor) - 1,37:1
- Genre cinématographique : Drame, historique, biopic
- Langue : anglais
- Durée : 137 minutes
- Dates de sortie :
  -  Royaume-Uni : 22 novembre 1944 (première mondiale à Londres)
  -  États-Unis : 17 juin 1946
  -  France : 17 septembre 1947
  -  Allemagne de l'Ouest : 1950

## Distribution
- Laurence Olivier : Henri V d'Angleterre
- Robert Newton : Pistol
- Renée Asherson : Catherine
- Felix Aylmer : l'archevêque de Canterbury
- Leslie Banks : le chœur
- Leo Genn : le connétable
- Harcourt Williams : Charles VI de France
- Esmond Knight : Fluellen
- John Laurie : le capitaine Jamy
- Niall MacGinnis : MacMorris
- Ralph Truman : Montjoie, le hérault français
- Freda Jackson : Maîtresse Quickly
- Valentine Dyall : Duc de Bourgogne
- George Robey : Sir Falstaff
- Max Adrian : le dauphin

## Analyse
Henry V est considérer comme un film de propagande visant à remonter le moral de la population à travers la représentation de ce conflit moyenâgeux transposé à l'âge moderne avec les français vichistes et les allemands ennemis des anglais,,.

## Distinctions
- Oscar d'honneur en 1947 pour Laurence Olivier: « Pour sa remarquable performance en tant qu'acteur, producteur et directeur du film Henry V. »